# Gimnazjum nr 1 w Dąbrowie Górniczej

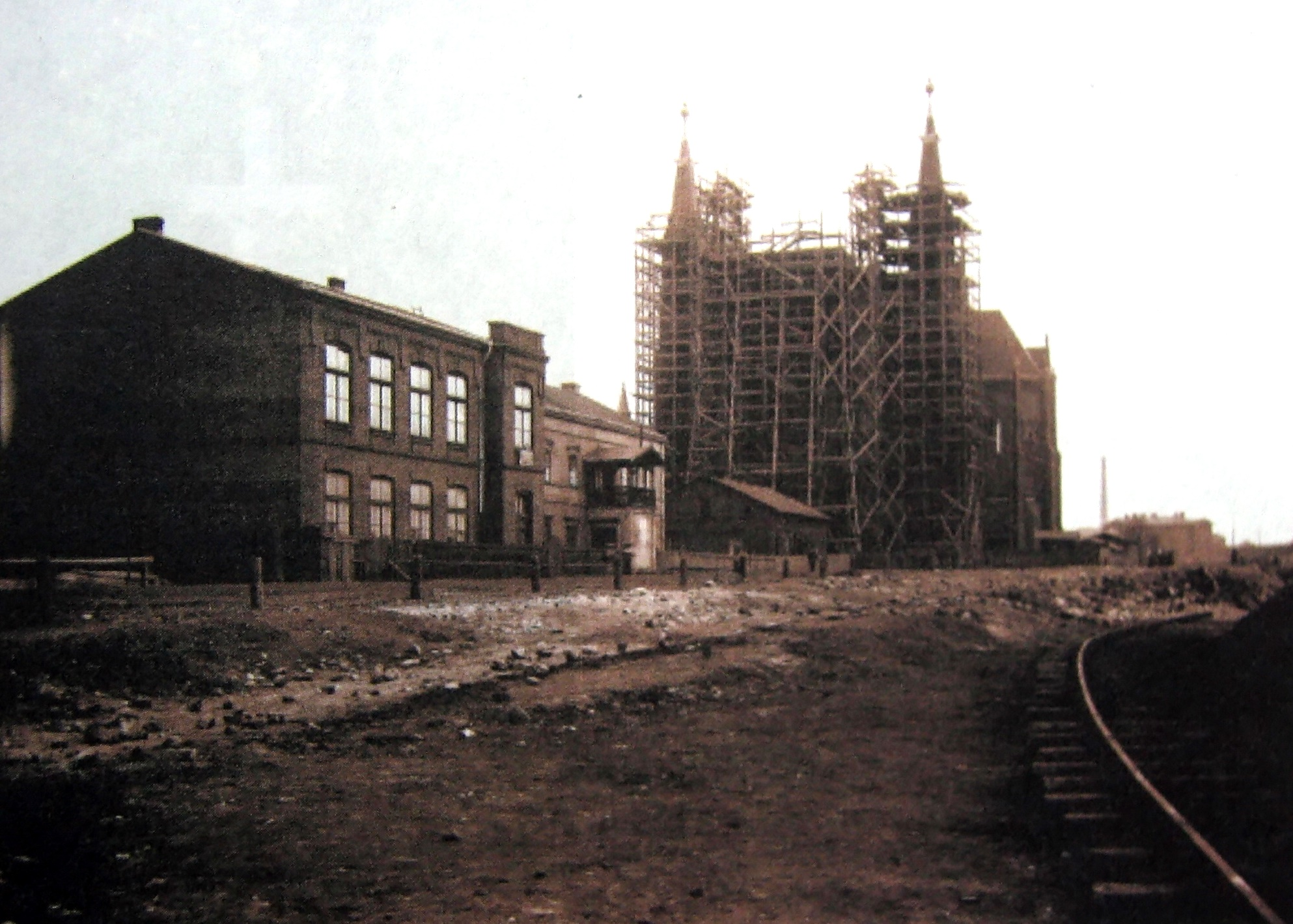
Budynek szkoły podstawowej, ok. 1900 r.

Szkoła Podstawowa nr 7 im. Hugona Kołłątaja w Dąbrowie Górniczej – szkoła podstawowa w Dąbrowie Górniczej, województwie śląskim, w Polsce, znajdująca się przy ul. Królowej Jadwigi 11. Uczęszczają do niej dzieci i młodzież w wieku 6/7 - 14/15 lat. Pierwsze trzy lata (klasy I-III) to edukacja wczesnoszkolna, a kolejne pięć lat nauki (klasy IV-VIII) poświęcone są kształceniu ogólnemu w zakresie różnych przedmiotów. Nauka w szkole podstawowej kończy się ogólnopolskim egzaminem.
Budynek został wybudowany w 1862 roku przy dawnej ul. Szosowej w Starej Dąbrowie. Od września 1999 roku po reformie ustroju polskiego szkolnictwa w budynku zaczęło funkcjonować Gimnazjum numer 1. W dniu 5 listopada 2010 roku odbyło się uroczyste nadanie imienia patrona szkoły ks. Hugona Kołłątaja, którego wybrano w demokratycznych wyborach, w których brali udział uczniowie, rodzice oraz nauczyciele gimnazjum. Dnia 16 grudnia 2011 roku odbyło się poświęcenie sztandaru szkoły w bazylice Najświętszej Maryi Panny Anielskiej w Dąbrowie Górniczej.
Po reformie systemu oświaty z 2017 roku, Uchwałą Rady Miejskiej Dąbrowy Górniczej nr XXV/550/2017 z dnia 29 marca 2017 roku, powołano ośmioletnią Szkołę Podstawową nr 7 im. Hugona Kołłątaja.

## Historia szkolnictwa w budynku
1862-1914
- Szkoła Elementarna

1918 – 1939
- Trzyletnia średnia Szkoła Handlowa
- Męskie Miejskie Seminarium Nauczycielskie im. Romualda Traugutta
- Szkoła muzyczna

1945-1951
- Gimnazjum i Liceum im. Emilii Zawidzkiej

1951-1955
- Koedukacyjne Liceum Ogólnokształcące

1955-1999
- Szkoła Podstawowa nr 7 im. Hugo Kołłątaja

1999-2010
- Gimnazjum nr 1

2010-2017
- Gimnazjum nr 1 im. Hugo Kołłątaja

2017-nadal
- Szkoła Podstawowa nr 7 im. Hugo Kołłątaja

## Budynek
- 1862 – budowa szkoły (I część budynku)
- 1922 – dostawiono budynek z salami lekcyjnymi (II część budynku)
- 1954 – dobudowano 8 sal lekcyjnych i (małą) sale gimnastyczną (III część budynku)
- lata 80 – remont najstarszej części budynku (I części budynku)
- 1997 – dobudowano (dużą) salę gimnastyczną z zapleczem i szatniami (IV część budynku)
- 2006 – remont kuchni
- 2014 – remont sali gimnastycznej